# Michele Falanga
Michele Falanga (Bagnara Calabra, 23 settembre 1865 – Messina, 13 novembre 1937) è stato un pittore e poeta italiano, esponente del futurismo.

## Biografia

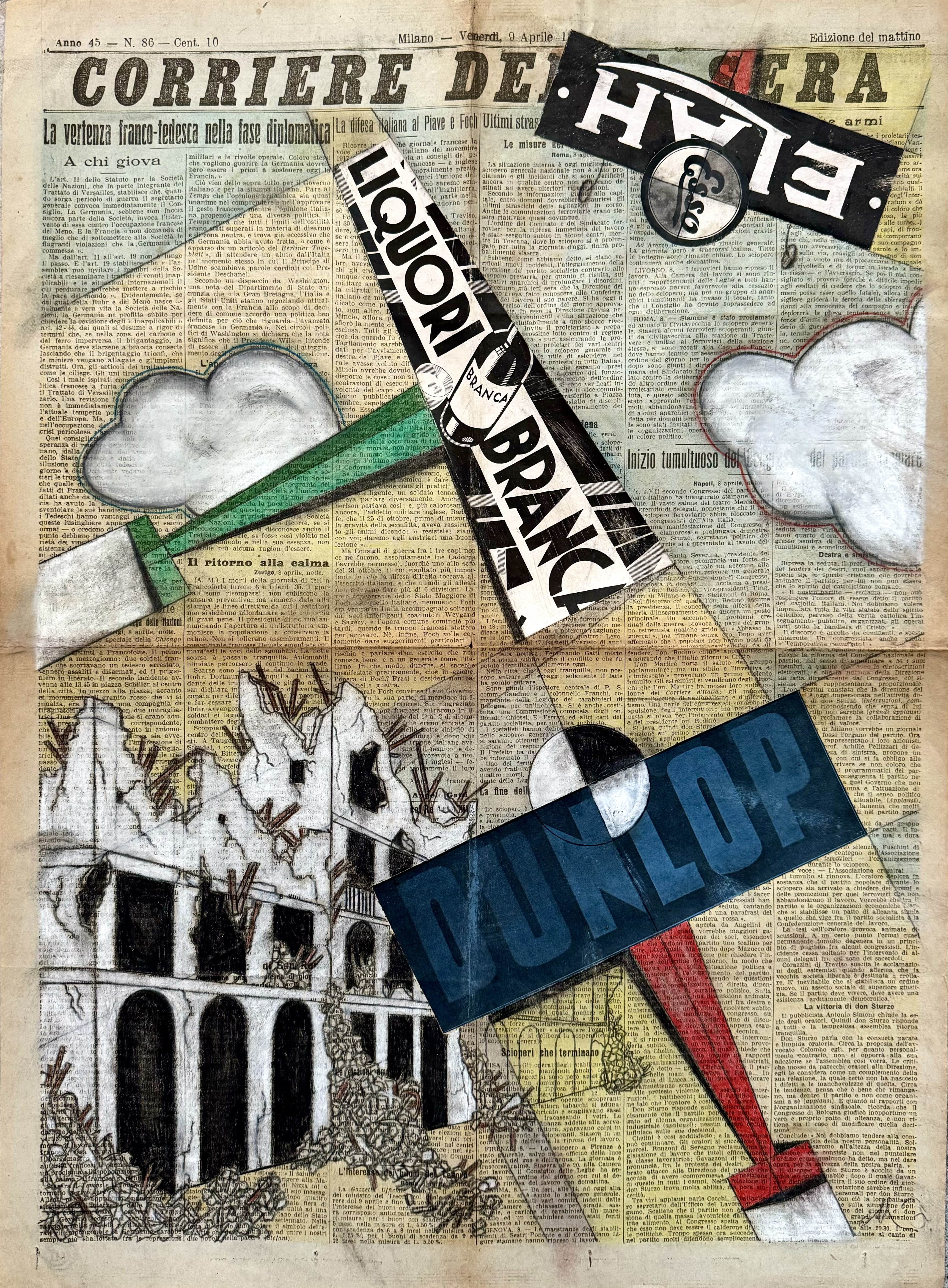
Aeropittura raffigurante le macerie di Messina dopo il terremoto del 1908

Figlio di Giuseppe e di Vincenza Polimeni, nacque a Bagnara Calabra nel 1865. L'infanzia fu segnata dalla figura autoritaria del padre, che dissipò il proprio patrimonio, contribuendo a creare un distacco sempre crescente tra loro. Nel 1879, si trasferì insieme alla madre a Messina, nel quartiere di Santa Lucia. La sua educazione e istruzione fu affidata dalla madre a un istitutore, padre Restuccia del comune di Mili San Pietro. Nel 1892 sposò Grazia Bordino Montechiaro, con cui andò a vivere in via dei Monasteri  
Visse nel 1908 il disastroso terremoto che colpi la città di Messina, uscendone illeso grazie all'intervento del barone La Lumia Aldisio che lo salvò dalle macerie. I figli Giuseppe e Samuele, invece, morirono nel terremoto. Questi eventi segnarono profondamente la sua attività artistica. La conoscenza delle dinamiche socio-culturali e storiche di Messina lo portarono a dedicarsi alla scrittura
Con l'inizio della prima guerra mondiale, si immerse nella propaganda bellica del ventennio. Successivamente cominciò ad esplorare anche l'arte visiva, frequentando artisti come Daniele Schmiedt e Tore Edmondo Calabrò. Si cimenta nella sperimentazione pittorica, utilizzando supporti "poveri" di cui disponeva, come vecchi quotidiani, riviste o altri provenienti dal suo laboratorio
Morì a Messina nel 1937 e fu seppellito nel cimitero monumentale della città.

## L'attività artistica

### Pittura

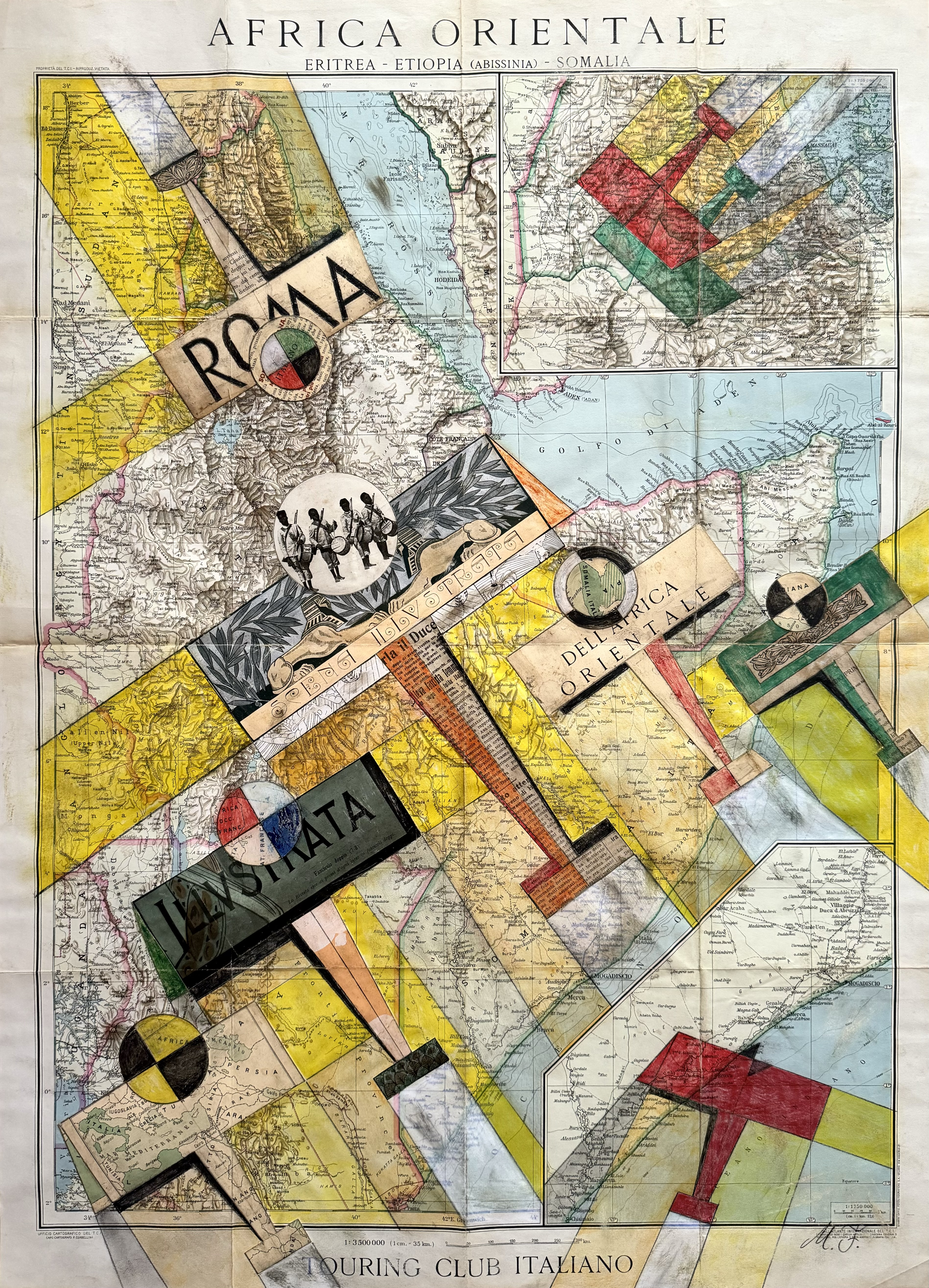
Aeropittura crociata italo africana

A stimolarlo era la sua città, l'epoca e le amicizie: Messina invasa dai cantieri che la ricostruivano da zero dopo il terremoto devastante del 1908, il gorgo del futurismo di regime e di opposizione al contempo, l'amico scultore Tore Edmondo Calabrò e il giovane Giulio D’Anna, primo esponente dell'aeropittura in Sicilia 
Falanga scopre la sua inclinazione pittorica in età matura. Dipinge per sé, non partecipa direttamente alla macchina organizzativa del movimento futurista, tuttavia incontra e pratica l'aeropittura quando ha quasi sessant'anni 
Più anziano di Marinetti, è animato dello spirito patriottico del Risorgimento, tipico della sua generazione, ma per inclinazione la sua figura appartiene al gruppo dei rivoluzionari degli anni ottanta del XIX secolo, decade che diede i natali a Carrà, Boccioni, Severini etc. Segue le tendenze dell’arte del suo tempo. Si colloca nella famiglia del secondo futurismo.

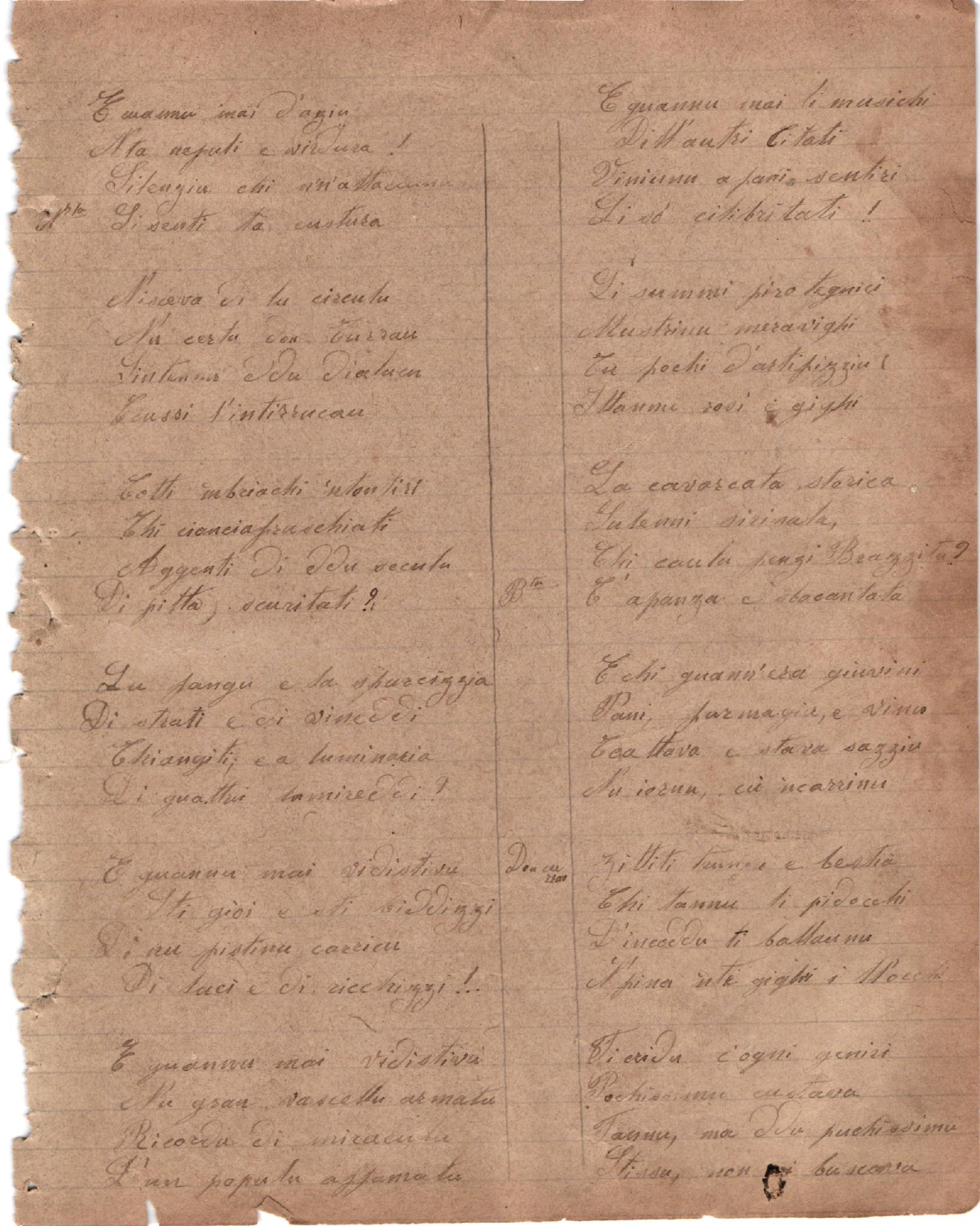

### La scrittura
È un imprenditore artigiano, ha vissuto il terremoto del 1908, ha perso due figli, scrive per i giornali. Fascista, compone un “carme” in onore del re sfuggito miracolosamente all’oscuro attentato di Piazza Giulio Cesare a Milano, nell’aprile del 1928. Dagli editori locali gli vengono commissionati manifesti ed elogi. Compone opere di attualità (Crociata Italo Africana, 1935) e poemi in idioletto (Progresso di Euterpi, 1933). Parte dei suoi manoscritti sono in lingua siciliana.

## Componimenti letterari
- Dedica al barone La Lumia Aldisio, poema, 1908;
- Triste ricordo, Alba triste, poema, 1908;
- Crociata Italo Africana, opera, 1935;
- Progressu di Euterpi, operetta in idioletto, 1933;
- Rendimento di grazie per lo scampato pericolo del principe Umberto di Savoia, poema, 1929;
- Causa e cunanna di Enciladdu, prumuturi di lu disastru del 1908, poema in lingua siciliana, suddiviso in 3 canti, 1910;
- Il viaggio all'isola di Circe, poema in lingua siciliana, suddiviso in 2 canti, 1915.
- La Lotta Elettorale, ragionamento del poeta Falanga, manifesto politico, 1915;[8]
- Ricordo della risorta Messina, la prima festa della vara dopo il disastro del terremoto del 1098, poema in lingua siciliana, suddiviso in 8 canti, 1926;
- Dedica a Calabrò Antonio, per essersi palesato poeta in tarda età, poesia dedicata al padre di Tore Calabrò, 1935;
- Pi li mali lingui di la famiglia Raineri, Sindaco di Santa Lucia, bozza per manifesto elettorale in lingua siciliana, 1929;

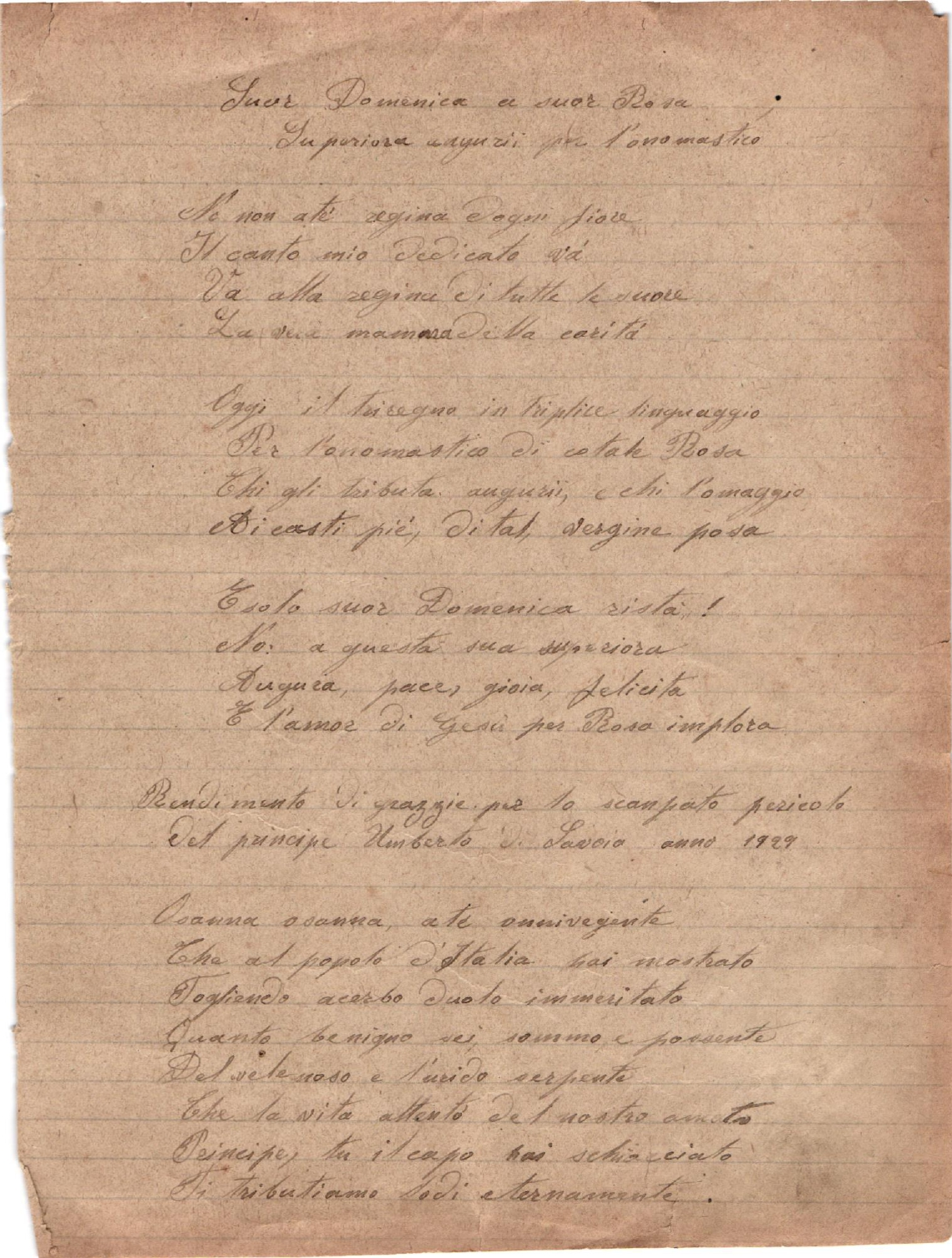